# ItAli Airlines
ItAli Airlines était une compagnie aérienne italienne basée à Pescara, dans les Abruzzes. Elle a été fondée le 24 octobre 2002. 
C'est le nouveau nom commercial de TAI - Trasporti Aerei Italiani et d'Air Columbia. La compagnie a acquis des jets, en plus de ses précédents turbopropulseurs (deux anciens McDonnell Douglas MD-82s d'Eurofly) (pour des vols charters).
Son certificat de transporteur aérien lui est retiré par l'ENAC le 11 mars 2011 en raison de graves manquements à ses obligations de transporteur aérien.

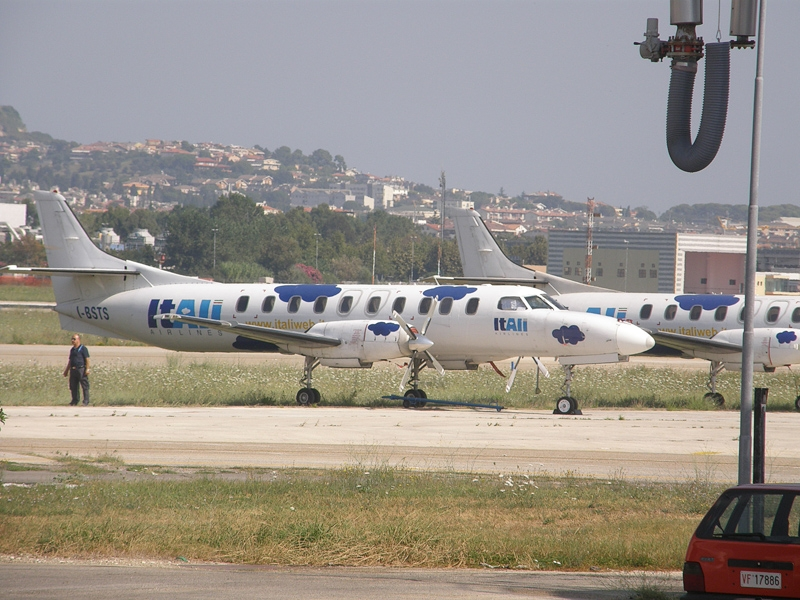
Fairchild Metroliner d'ItAli Airlines à Pescara en 2009